# Сичице
Сичице су насељено место у саставу општине Врбје у Бродско-посавској жупанији, Република Хрватска.

## Историја
До територијалне реорганизације у Хрватској налазиле су се у саставу старе општине Нова Градишка.

## Становништво
На попису становништва 2011. године, Сичице су имале 391 становника.

## Попис1991.
На попису становништва 1991. године, насељено место Сичице је имало 561 становника, следећег националног састава:
| Попис 1991.‍ | Попис 1991.‍ | Попис 1991.‍ | Попис 1991.‍ | Попис 1991.‍ |
| ----------- | ----------- | ----------- | ----------- | ----------- |
|             |             |             |             |             |
| Хрвати      | Хрвати      |             | 519         | 92,51%      |
| Срби        | Срби        |             | 1           | 0,17%       |
| непознато   | непознато   |             | 41          | 7,30%       |
| укупно: 561 |             |             |             |             |